# Mortlake
Mortlake is een wijk in het Londense bestuurlijke gebied Richmond upon Thames, in de regio Groot-Londen, en op de zuidelijke oever van de Theems.

## Etymologie
De naam Mortlake komt voor het eerst voor in het Domesday Book van 1086 als Mortelage. Het was in bezit van Aartsbisschop Lanfranc van Canterbury. De naam Mortelage betekent waarschijnlijk een klein riviertje met jonge zalm, wat verwijst naar een visserij of visgrond in een voormalige zijriviertje van de Theems dat nu niet meer bestaat.

## Geschiedenis
Het dorp Mortlake komt voor in het Domesday Book en het buitenverblijf behoorde toe aan de aartsbisschoppen van Canterbury tot aan de tijd van Hendrik VIII, toen het in bezit kwam van het koningshuis. Vanaf het begin van de 17e Eeuw tot aan na de burgeroorlogen, stond Mortlake bekend om haar tapijtindustrie, die tijdens de regering van Jacobus I van Engeland was opgezet.

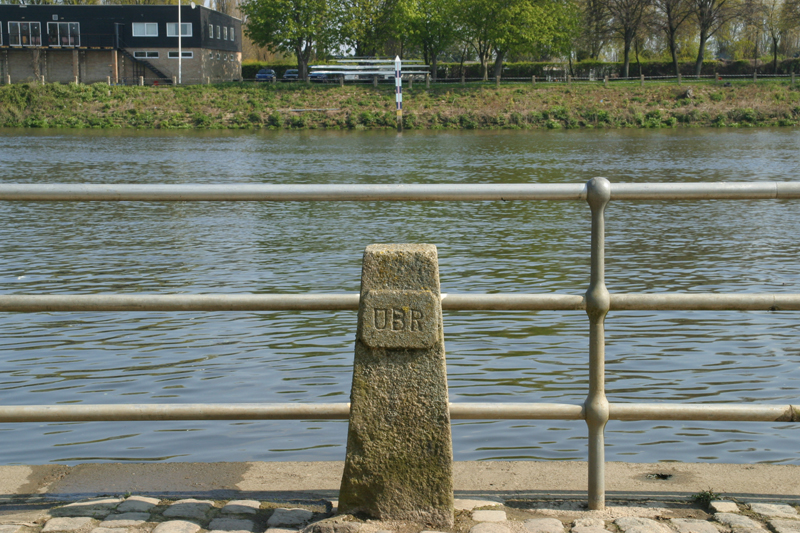
Steen markerend de finish van de Boat Race in Mortlake.

De meest beroemde voormalige bewoner van Mortlake is staatsman en alchemist John Dee, adviseur van Elizabeth I. Op de begraafplaats van St Mary Magdalene's Church in Mortlake is de graftombe van de ontdekkingsreiziger Richard Burton te vinden.
Sinds 1845 is de finish van de bekende Boat Race tussen Oxford en Cambridge bij Mortlake, op de plek die gemarkeerd wordt door de steen van de Universiteits Boat Race die net iets stroomafwaarts vanaf de Chiswick Bridge te vinden is. Er zijn nog vele andere belangrijke Engelse roeiwedstrijden die deze steen als start- of finishpunt gebruiken.